# Cúpula de la Sala de los Derechos Humanos de la ONU

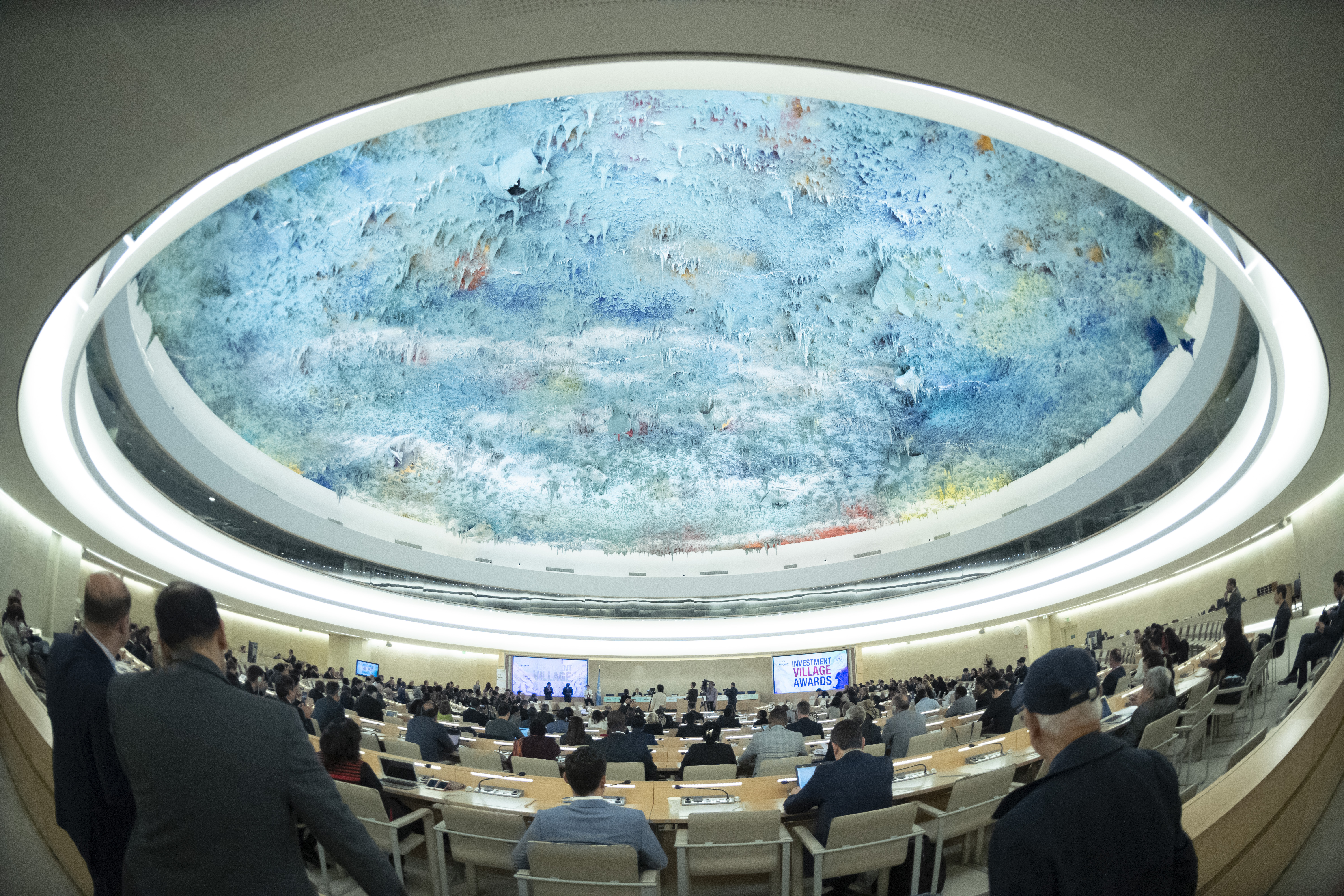
Sala XX del Palacio de las Naciones. La cúpula es obra del artista español Miquel Barceló.

La cúpula de la Sala XX de los Derechos Humanos y de la Alianza de Civilizaciones de la ONU, también conocida como la cúpula de Barceló, la Capilla Sixtina de la ONU o la Capilla Sixtina del siglo XXI, es una obra pictórica desarrollada por el artista Miquel Barceló que decora el techo de la Sala de los Derechos Humanos de la ONU en el Palacio de las Naciones de Ginebra, en Suiza.

## Historial de la cúpula
Los trabajos comenzaron el 10 de septiembre de 2007, en lo que anteriormente era la cúpula blanca de la sala de la ONU y finalizaron nueve meses después, el 10 de junio de 2008, día en el que Barceló puso su firma en el centro de la cúpula considerándola terminada. La obra, de 1.400 m², fue inaugurada el 18 de noviembre de 2008 por el rey Juan Carlos I de España, el presidente de gobierno español José Luis Rodríguez Zapatero y el secretario general de la ONU Ban Ki-moon. El escritor Rodrigo Rey Rosa es autor de un libro donde se relatan los nueve meses de trabajos de la cúpula.

## Descripción de la obra
La obra fue concebida como "una metáfora de lo que representa Naciones Unidas", en opinión del Miquel Barceló. La cúpula representa una cueva que es barrida por olas y con miles de afiladas estalactitas que resume su idea del mundo: un planeta-cueva que reúne a los hombres y que viaja al futuro. Ocupa 1.400 metros cuadrados y fueron necesarios 35.000 kilos de pintura. De ellos, 22.000 kilos fueron de color verde base, azules y grises para la preparación del gran lienzo y otros 13 000 de amarillos, lapislázuli y rojos que cubren las estalactitas, algunas de ellas de más de 50 kilos de peso, y las olas que arrancan de los distintos puntos cardinales. Para su ejecución, además de Barceló, fue necesario un equipo de quince personas.

## Donaciones para renovar el edificio de la ONU
Para modernizar el Palacio de Naciones se pidieron donaciones a los países miembros, ya que es un edificio viejo que necesita una gran renovación. España fue de los primeros en contribuir con una  sala multifuncional, a la vez que simbólica y artística. Tras la renovación, la Sala XX tendrá un aforo de 750 personas, además de un diseño flexible para organizar diferentes tipos de reuniones. Un 10% de los asientos está dedicado a sillas de ruedas de minusválidos. El 60% del costo sería aportado por empresas privadas y el Estado español el 40% restante de los 20 millones de presupuesto. De ellos, Miquel Barceló cobrará en torno a seis millones de euros.

## Polémicas sobre la obra

### El precio
La obra ha levantado polémicas, en especial por su coste. El representante permanente de España para la sede europea de la ONU, Javier Garrigues, ante las presiones recibidas de los medios de comunicación y del propio artista, tuvo que hacer público su coste. El presupuesto global para la renovación de la cúpula fue de 18,5 millones de euros, más una derivación del 10%. En total, 20,35 millones de euros. Confirmó, además, que se utilizó una partida de 500.000 euros de los Fondos de Ayuda al Desarrollo (FAD), lo que justificó por la contribución de esta obra de arte a la promoción de los derechos humanos y el multilateralismo.
Barceló declaró que la fundación ONUART está obligada "a dar todas las cifras y que sean públicas" y advirtió de que, si no se hacía así, él mismo lo exigiría. La ONUART, está amparada por el Ministerio de Asuntos Exteriores y de Cooperación de España. Además, cuenta con la financiación de empresas privadas. Fue creada para patrocinar la obra de Barceló en Ginebra, con motivo del 60 aniversario de la Declaración de los Derechos Humanos.

### Solicitud de dimisión del ministro de Asuntos Exteriores
El Partido Popular calificó de "irregular, inmoral e ilegal" emplear el Fondo de Ayuda al Desarrollo para costear la obra de arte. Por ello, el Partido Popular quiso reprobar al ministro de Asuntos Exteriores y Cooperación, Miguel Ángel Moratinos, por usar medio millón de euros del Fondo de Ayuda al Desarrollo (FAD) para costear la bóveda. La solicitud no tuvo éxito.

### La construcción y la seguridad
También ha habido polémica sobre la calidad de la construcción. Según La Tribuna de los Derechos Humanos, que se edita en Ginebra, parte de la cúpula de Barceló se ha deteriorado e incluso amenaza con desprenderse parte de ella. Según esta fuente, la ONU intenta ocultarlo. Pero la ONU lo desmintió en una nota oficial y con una visita de periodistas a los pocos días, y la infinidad de eventos y las visitas multitudinarias posteriores a la Sala han acabado por confirmar la falsedad de los rumores. El seguimiento de la prensa y la información de la ONU confirma que desde 2008 a 2014 no se ha caído ningún elemento, sea entero o parcial, ni ha hecho falta hacer reparaciones, lo que demuestra el acierto de los técnicos y científicos que participaron desde el principio en la selección de los materiales y la sujeción estructural de la decoración. Sí son ciertos, en cambio, los problemas de financiación.